# Альбуньяно
Альбуньяно (італ. Albugnano, п'єм. Albugnan) — муніципалітет в Італії, у регіоні П'ємонт,  провінція Асті.
Альбуньяно розташоване на відстані близько 510 км на північний захід від Рима, 22 км на схід від Турина, 28 км на північний захід від Асті.
Населення — 541 особа (2014).
Щорічний фестиваль відбувається 8 вересня, на свято Різдва Пресвятої Богородиці.

## Демографія
Населення за роками:

Станом на 1 січня 2023 року в муніципалітеті офіційно проживало 56 іноземців з 11 країн, серед них 37 громадян країн Євросоюзу.

## Сусідні муніципалітети
- Араменго
- Берцано-ді-Сан-П'єтро
- Кастельнуово-Дон-Боско
- Монкукко-Торинезе
- Пассерано-Марморито
- Піно-д'Асті

## Галерея зображень

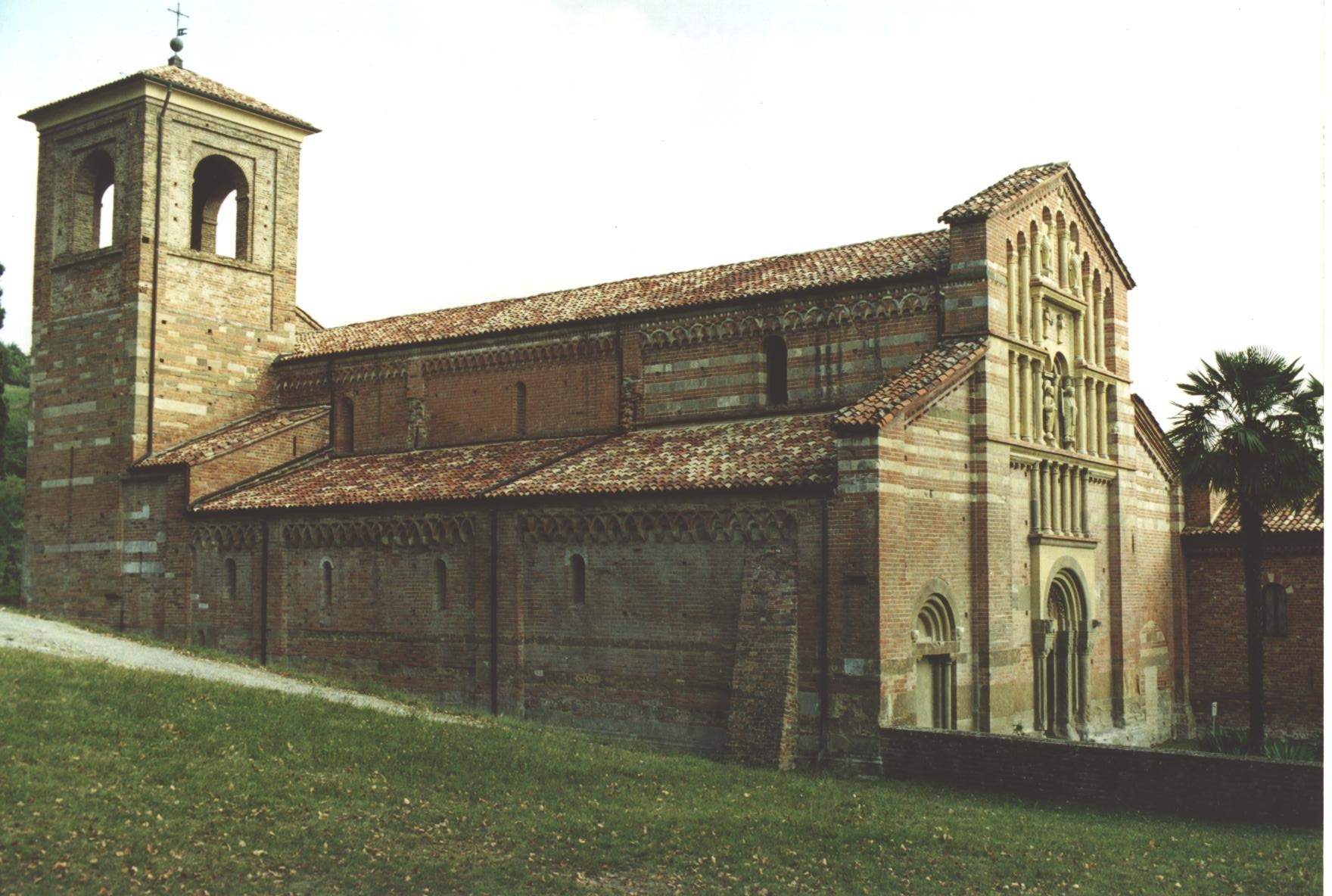
Santa Maria di Vezzolano Abbazia romanico-gotica
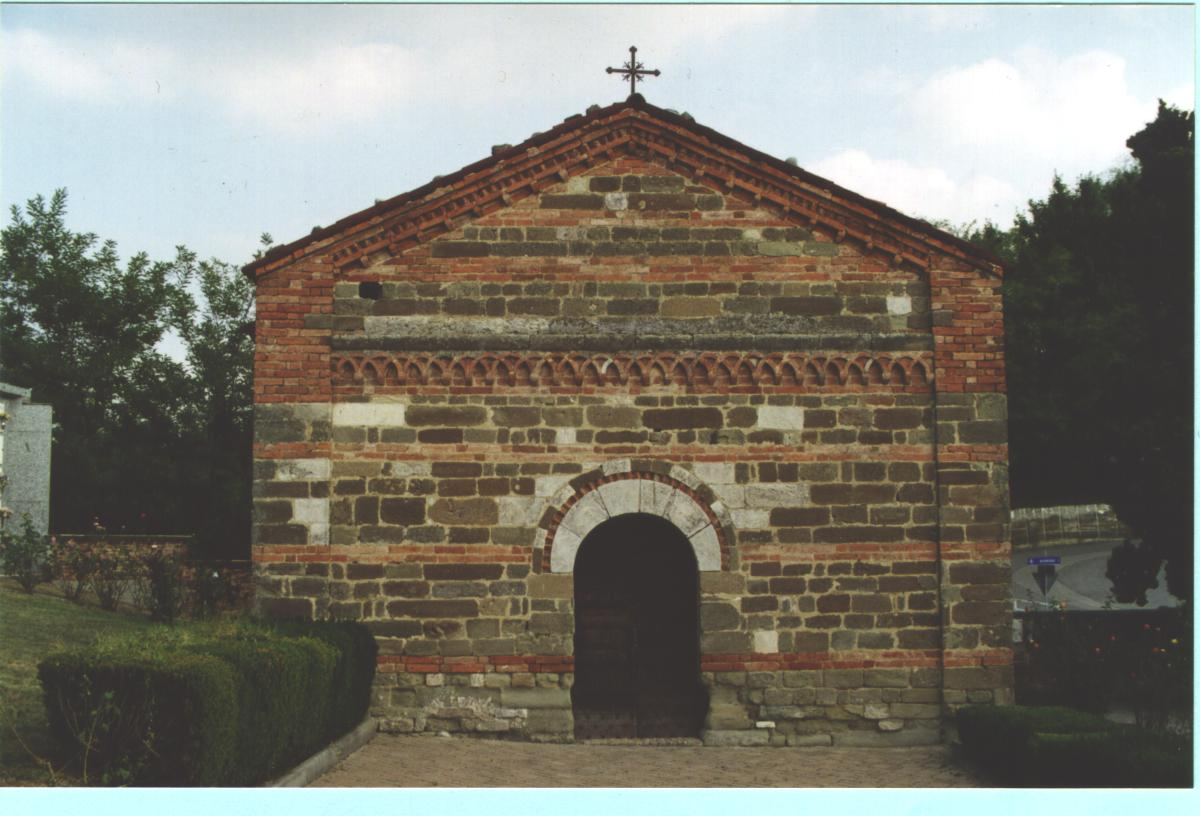
Chiesa romanica di San Pietro — Facciata
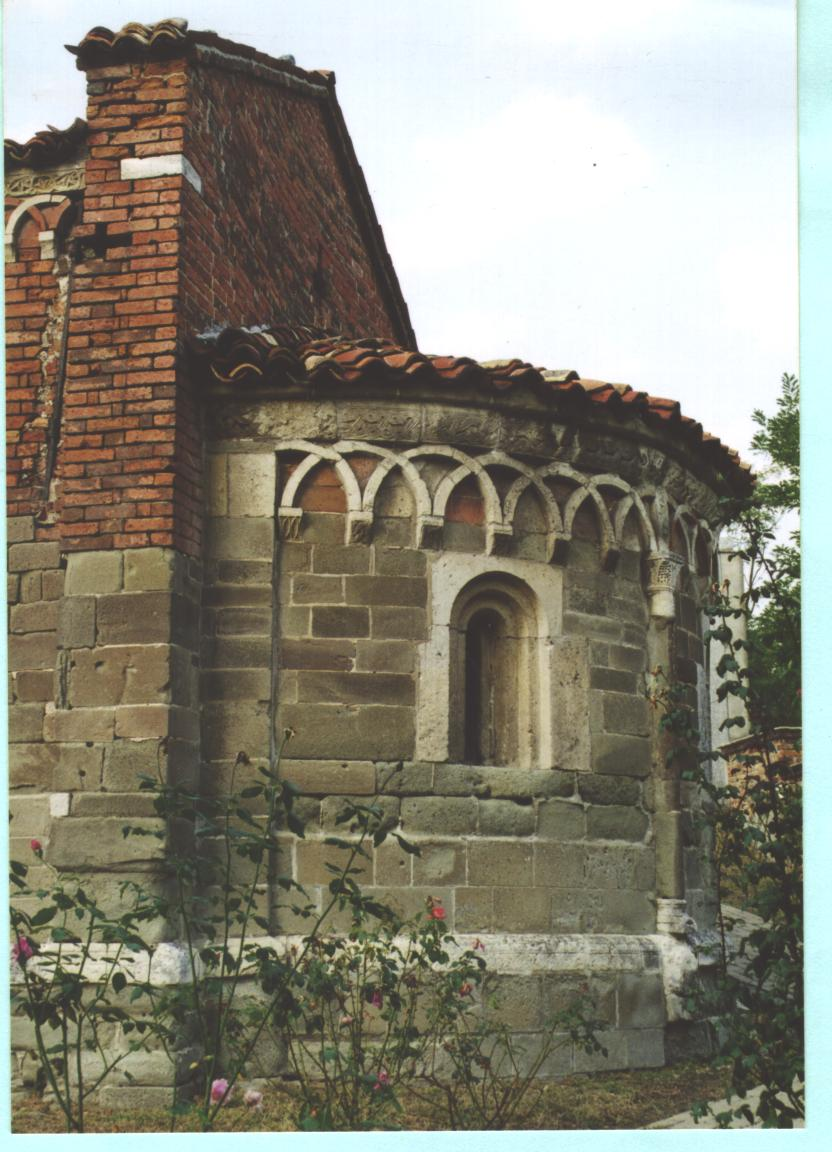
Chiesa romanica di San Pietro — Abside